# Hearne
Hearne is een plaats (city) in de Amerikaanse staat Texas, en valt bestuurlijk gezien onder Robertson County.

## Demografie
Bij de volkstelling in 2000 werd het aantal inwoners vastgesteld op 4690.
In 2006 is het aantal inwoners door het United States Census Bureau geschat op 4743, een stijging van 53 (1,1%).

## Geografie
Volgens het United States Census Bureau beslaat de plaats een oppervlakte van
10,6 km², geheel bestaande uit land.

## Plaatsen in de nabije omgeving
De onderstaande figuur toont nabijgelegen plaatsen in een straal van 32 km rond Hearne.